# Сен-Сернен-ле-Лавор
Сен-Сернен-ле-Лавор (фр. Saint-Sernin-lès-Lavaur, окс. Sant Sarnin de la Vaur) — коммуна во Франции, находится в регионе Юг — Пиренеи. Департамент — Тарн. Входит в состав кантона Пастель. Округ коммуны — Кастр.
Код INSEE коммуны — 81270.

## География

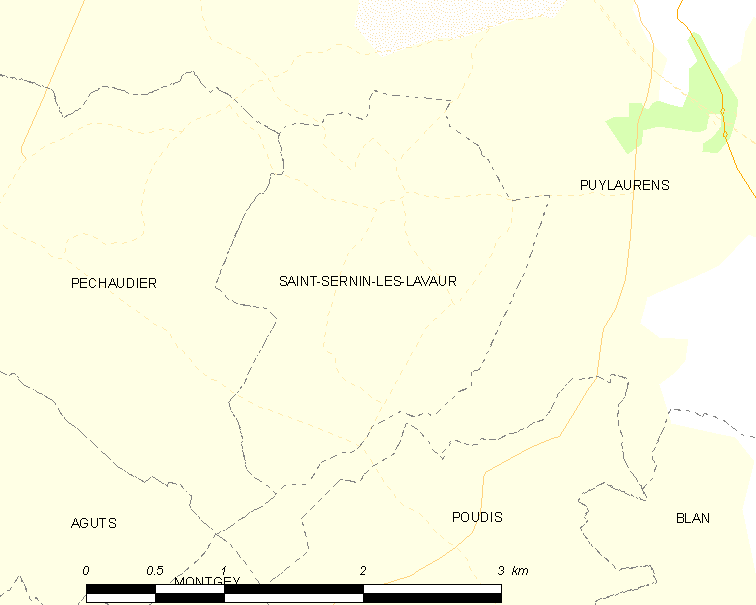
Карта коммуны

Коммуна расположена приблизительно в 590 км к югу от Парижа, в 45 км восточнее Тулузы, в 45 км к югу от Альби.

## Климат
Климат умеренно-океанический. Зима мягкая и дождливая, лето жаркое с частыми грозами. Ветры довольно редки.

## Население
Население коммуны на 2010 год составляло 120 человек.
| 1962 | 1968 | 1975 | 1982 | 1990 | 1999 | 2010 |
| ---- | ---- | ---- | ---- | ---- | ---- | ---- |
| 110  | 82   | 94   | 74   | 79   | 96   | 120  |

## Администрация
| Период | Период | Фамилия       | Партия | Примечания |
| ------ | ------ | ------------- | ------ | ---------- |
| 2001   | 2008   | Рене Альган   |        |            |
| 2008   | 2020   | Жан-Клод Кано |        |            |

## Экономика
В 2007 году среди 83 человек в трудоспособном возрасте (15—64 лет) 69 были экономически активными, 14 — неактивными (показатель активности — 83,1 %, в 1999 году было 68,8 %). Из 69 активных работали 63 человека (34 мужчины и 29 женщин), безработных было 6 (2 мужчин и 4 женщины). Среди 14 неактивных 6 человек были учениками или студентами, 5 — пенсионерами, 3 были неактивными по другим причинам.